# Randzelgat

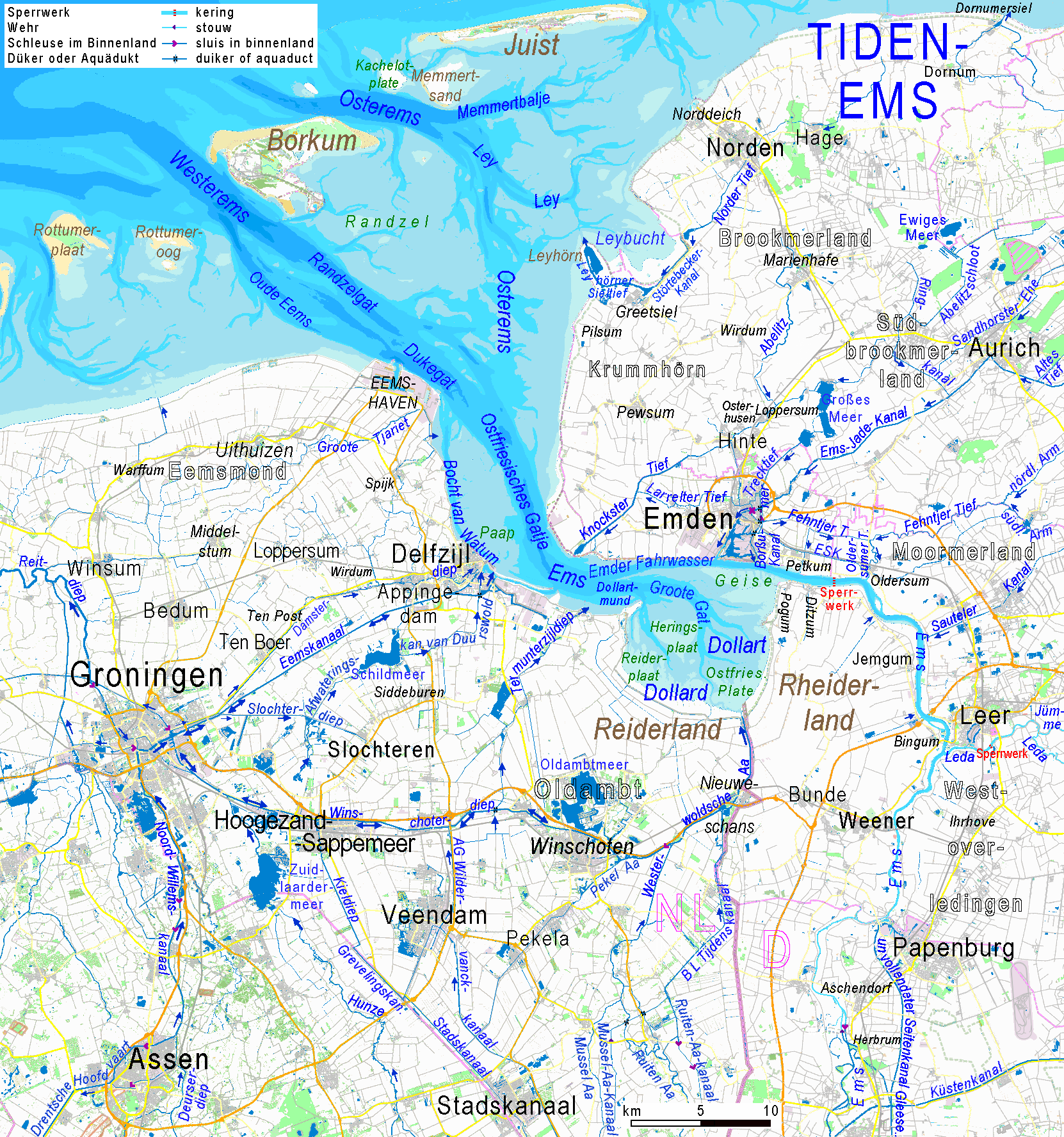
Randzelgat im Emsästuar: Watt in blassen, Flächen unter dem Seekartennull in leuchtenden Blautönen; vor den Gezeiten abgeschirmte Gewässer gedeckt blau

Das Randzelgat ist ein Seegatt im Bereich der Emsmündung südlich der ostfriesischen Insel Borkum.
Das Randzelgat bildet das südliche Hauptfahrwasser der Westerems, wie man den gesamten westlichen Arm der Ems im Ems-Ästuar auch nennt. Der Arm der Ems, der östlich an Borkum vorbeiführt, wird Osterems genannt. Das Hauptfahrwasser der Ems war im 16. Jahrhundert die Osterems. Sie verlandete jedoch stark und die Westerems wurde zunehmend als Wasserstraße zur Ansteuerung von Emden genutzt.
Das Randzelgat bildet das östliche Fahrwasser der westlichen Ems und führt westlich an Borkum vorbei. Es verläuft zwischen dem flachen Möwensteert und dem südlichen Rand der Randzelplate bis zur Bake Binnen-Randzel am südlichen Ende der Randzelplate. Gegenüber der Fischerbalje, die als Einfahrt zum Borkumer Hafen dient, liegt die Borkum-Reede.
Der mit 65,3 Meter zweithöchste deutsche Leuchtturm, der Leuchtturm Campen, dient als Tagesmarke und bei Dunkelheit als Leitfeuer zur Fahrt durch das Randzelgat. Der als Dreibein-Stahlkonstruktion gebaute Turm steht an der ostfriesischen Westküste. Er wurde 1883 im Rahmen des deutsch-niederländischen Projektes Beleuchtung der Unter-Ems als eines von fünf Leitfeuern zur Ansteuerung der Ems bei Nacht geplant.